# Pilosia immutata
Pilosia immutata är en tvåvingeart som först beskrevs av Walker 1849.  Pilosia immutata ingår i släktet Pilosia och familjen svävflugor. Inga underarter finns listade i Catalogue of Life.